# Mark Hensby
Mark Hensby (* 29. Juni 1971 in Melbourne) ist ein australischer Berufsgolfer der PGA Tour.
Er wurde 1995 Berufsgolfer und spielt seit 2000 auf der nordamerikanischen PGA TOUR. Sein erster Sieg gelang Hensby 2004, bei den John Deere Classic. Er hat auch die zweitgereihte Turnierserie (heute Nationwide Tour) in den USA bespielt und drei Turniersiege verzeichnet. Im Jahre 2005 gewann Hensby ein bedeutendes Event der European Tour, die Scandinavian Masters.
Er war bislang einmal im Internationalen Team beim Presidents Cup 2005, und im selben Jahr mit Peter Lonard im World Cup für Australien am Start.
Mark Hensby ist mit seiner Frau Jillian verheiratet, hat ein Kind und seinen Wohnsitz in Mesa, Arizona. 

## Turniersiege
- 1998 Nike Fort Smith Classic (Nike Tour)
- 2000 Buy.com Carolina Classic (Buy.com Tour)
- 2003 Henrico County Open (Nationwide Tour)
- 2004 John Deere Classic (PGA Tour)
- 2005 Scandinavian Masters (European Tour)

## Teilnahmen an Teambewerben
- Presidents Cup (Internationales Team): 2005
- World Cup (für Australien): 2005